# Kate O'Brien

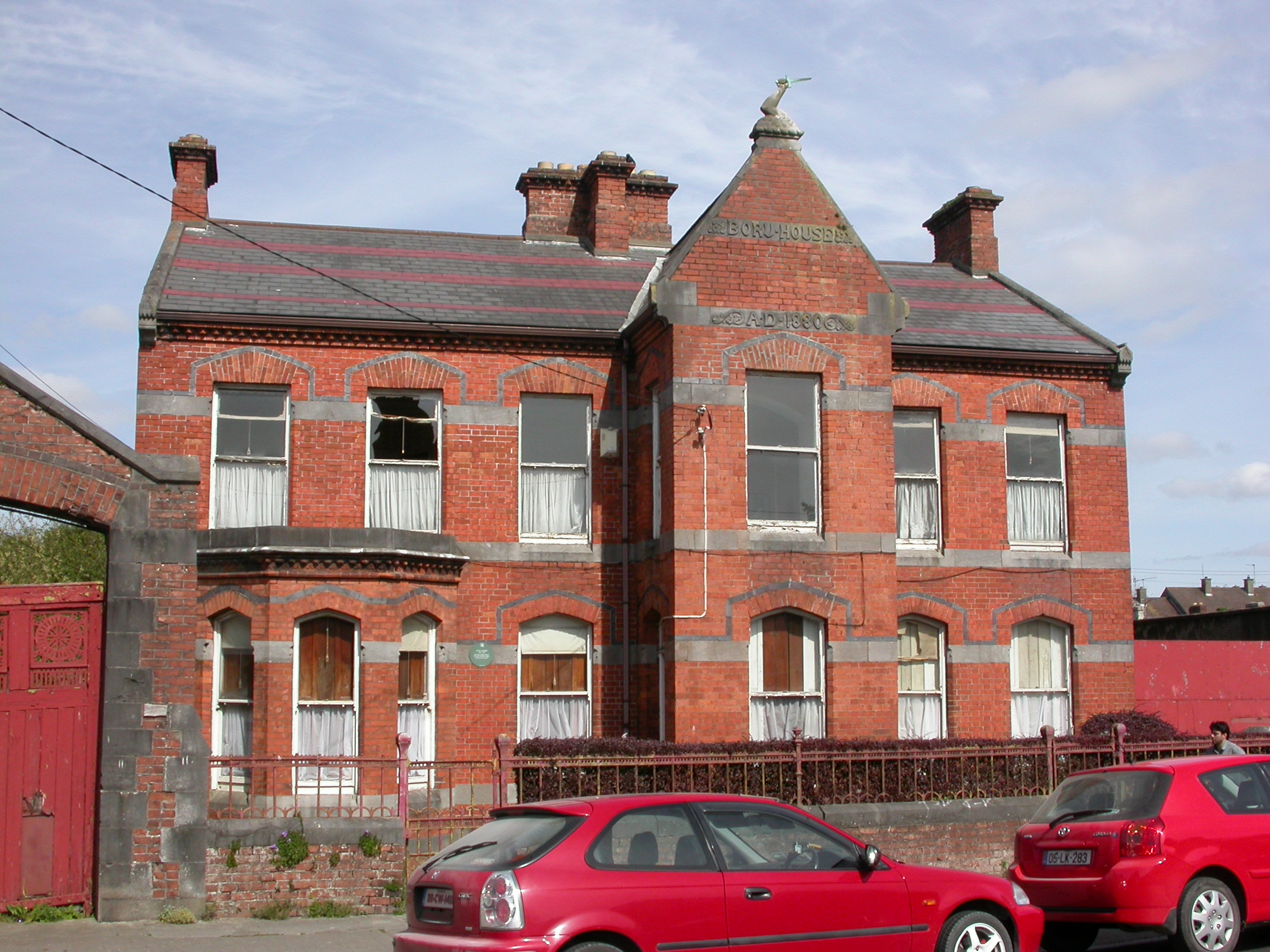
Huset i Limerick där Kate O’Brien föddes.

Kate O'Brien, född 3 december 1897 i Limerick, död 13 augusti 1974 i Canterbury, var en irländsk romanförfattare och dramatiker. 
Efter sin mors död då Kate var fem år gammal, studerade hon vid internatskola. Hon tog examen vid University College, Dublin och arbetade sedan vid Manchester Guardian.
Efter framgång med pjäsen Distinguished Villa 1926 började hon skriva på heltid och belönades 1931 med James Tait Black Prize för sin roman Without My Cloak. Hon är mest känd för romanen The Ante-Room (1934), The Land of Spices (1941) och That Lady (1946).
Många av hennes böcker behandlar ämnet kvinnlig sexualitet — ett flertal har homosexuella teman — och både Mary Lavelle och The Land of Spices förbjöds på Irland. Hon har även skrivit reseskildringar från både Irland och Spanien, ett land som även förekommer i ett flertal av hennes romaner. Hon bodde en stor del av sitt liv i England och avled i Canterbury 1974; hon ligger begravd på Favershams kyrkogård.
Glucksman Library vid University of Limerick förfogar över en stor samling av O'Briens personliga skrifter. I augusti 2005 återutgav Penguin hennes sista roman, As Music and Splendour (1958).

## Priser och utmärkelser
- Hawthornden Prize 1931 för Without My Cloak